# Venetian Pool
La Piscina Veneciana (Venetian Pool, en inglés)  es una piscina histórica ubicada en Coral Gables, Florida. La piscina se encuentra inscrita en el Registro Nacional de Lugares Históricos desde el 20 de agosto de 1981.

## Ubicación
La Piscina Veneciana se encuentra en el condado de Miami-Dade en las coordenadas 25°44′46″N 80°16′27″O / 25.746111, -80.274167.

### Galería

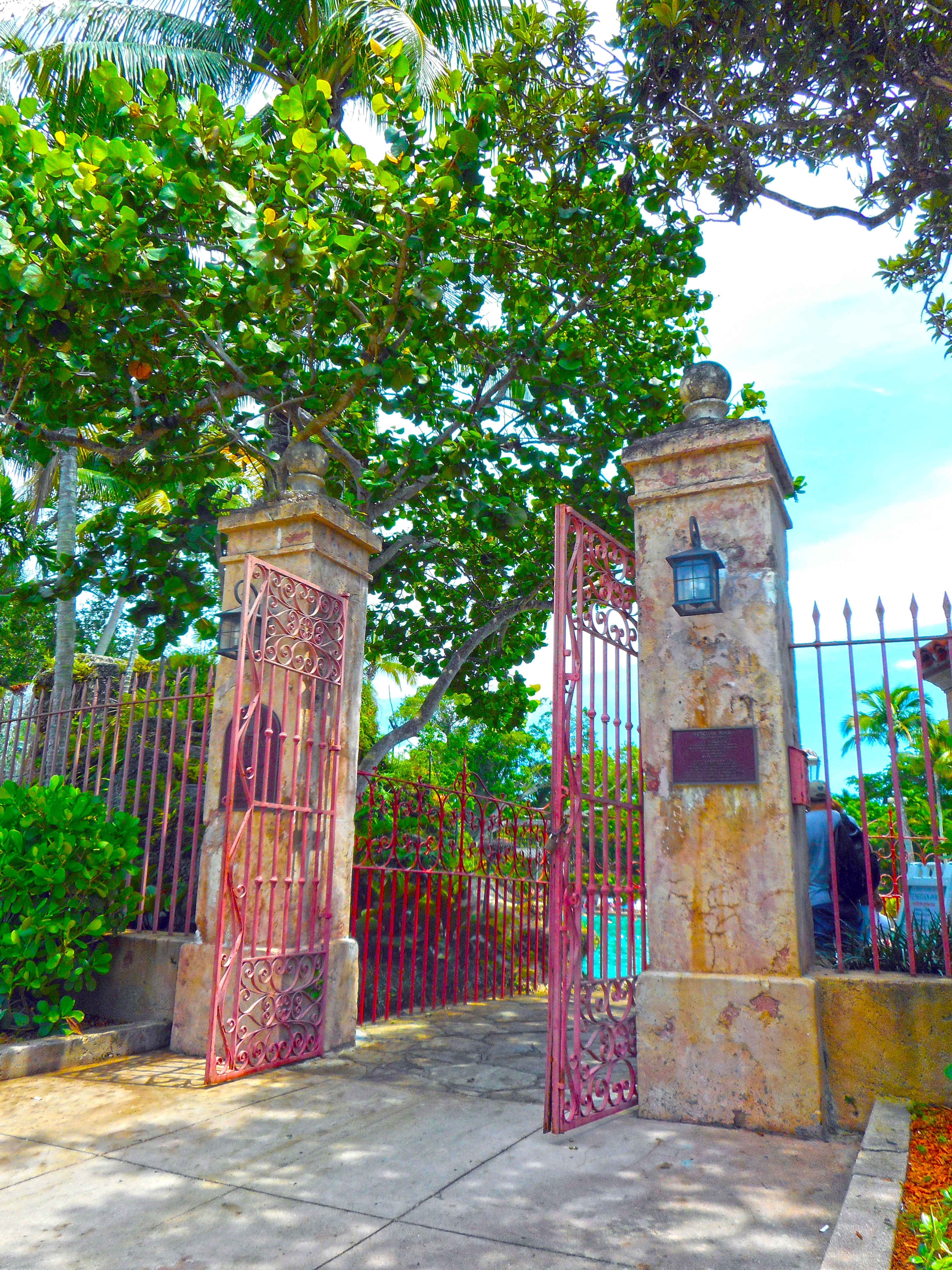
Entrada
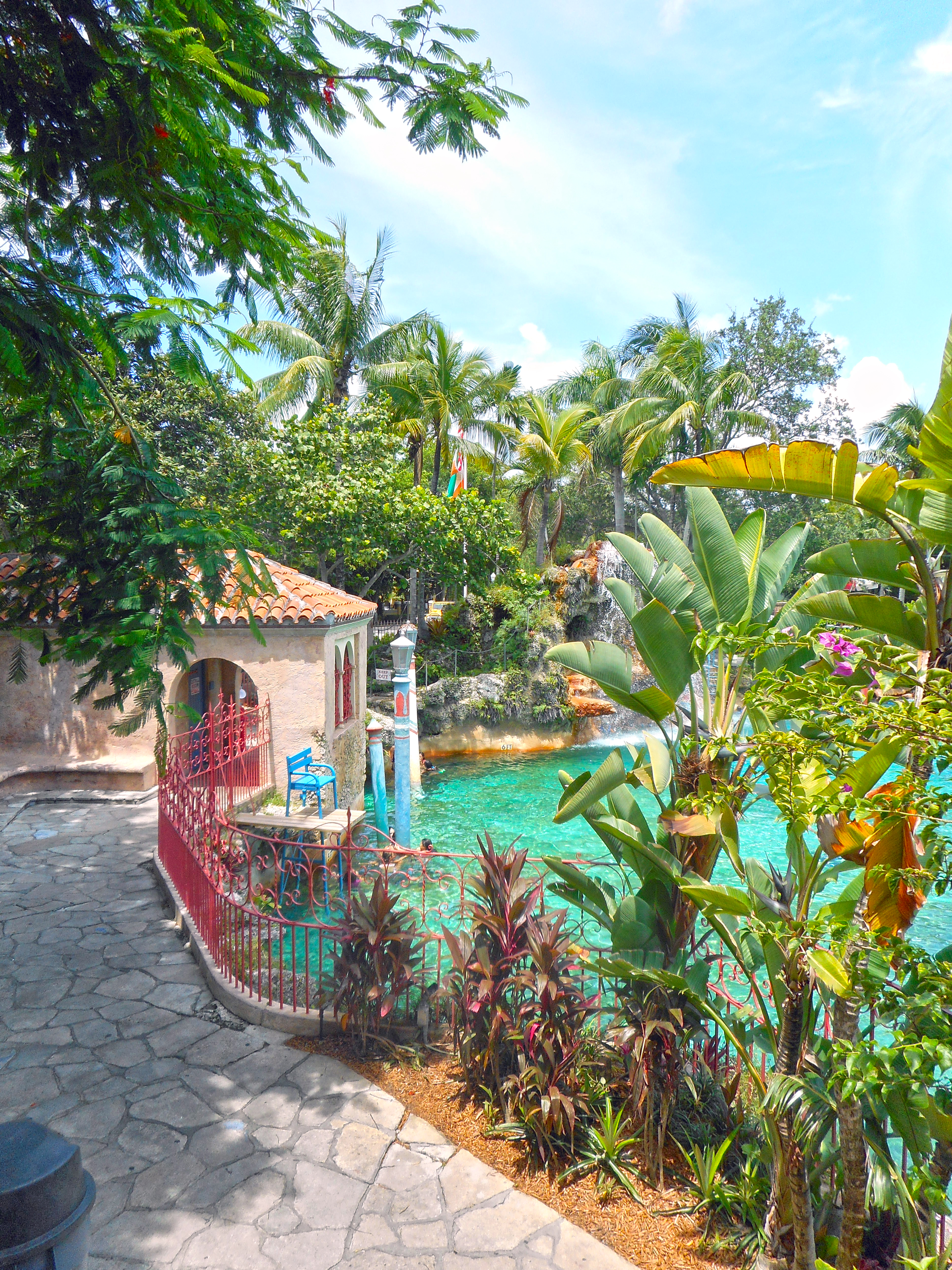
Edificio de entrada y verdor
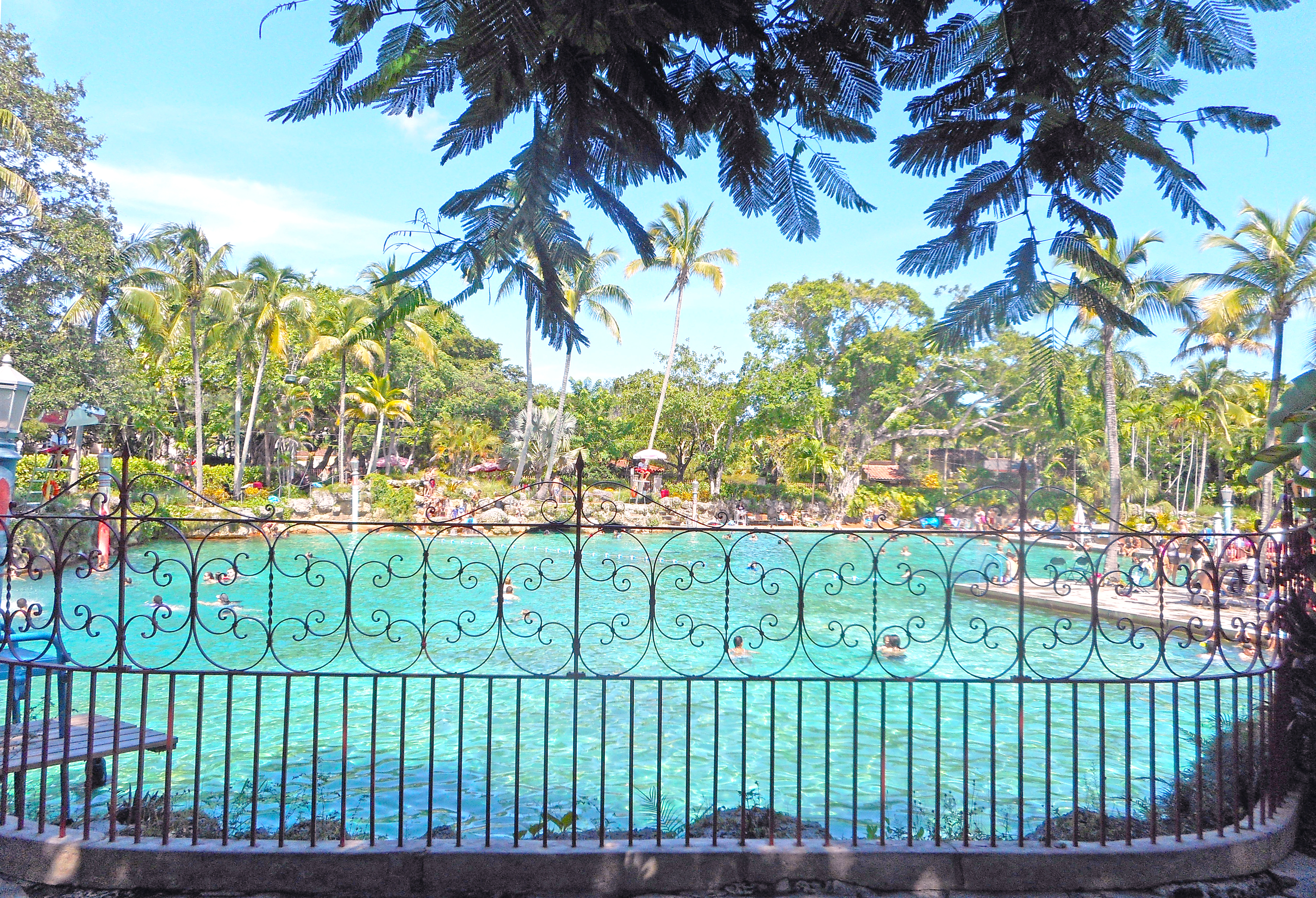
La piscina a través de barandillas
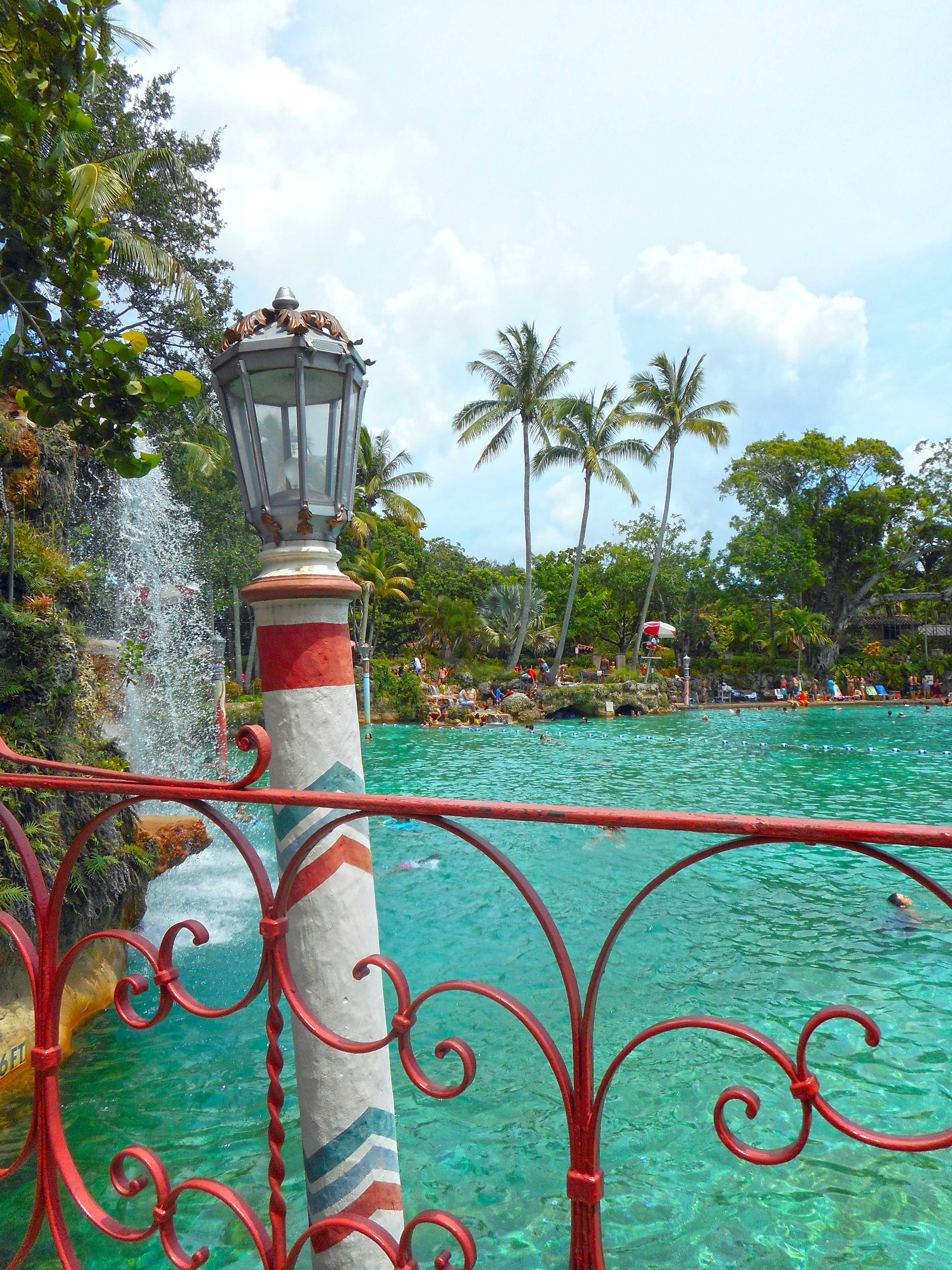
Cascada y poste de amarre
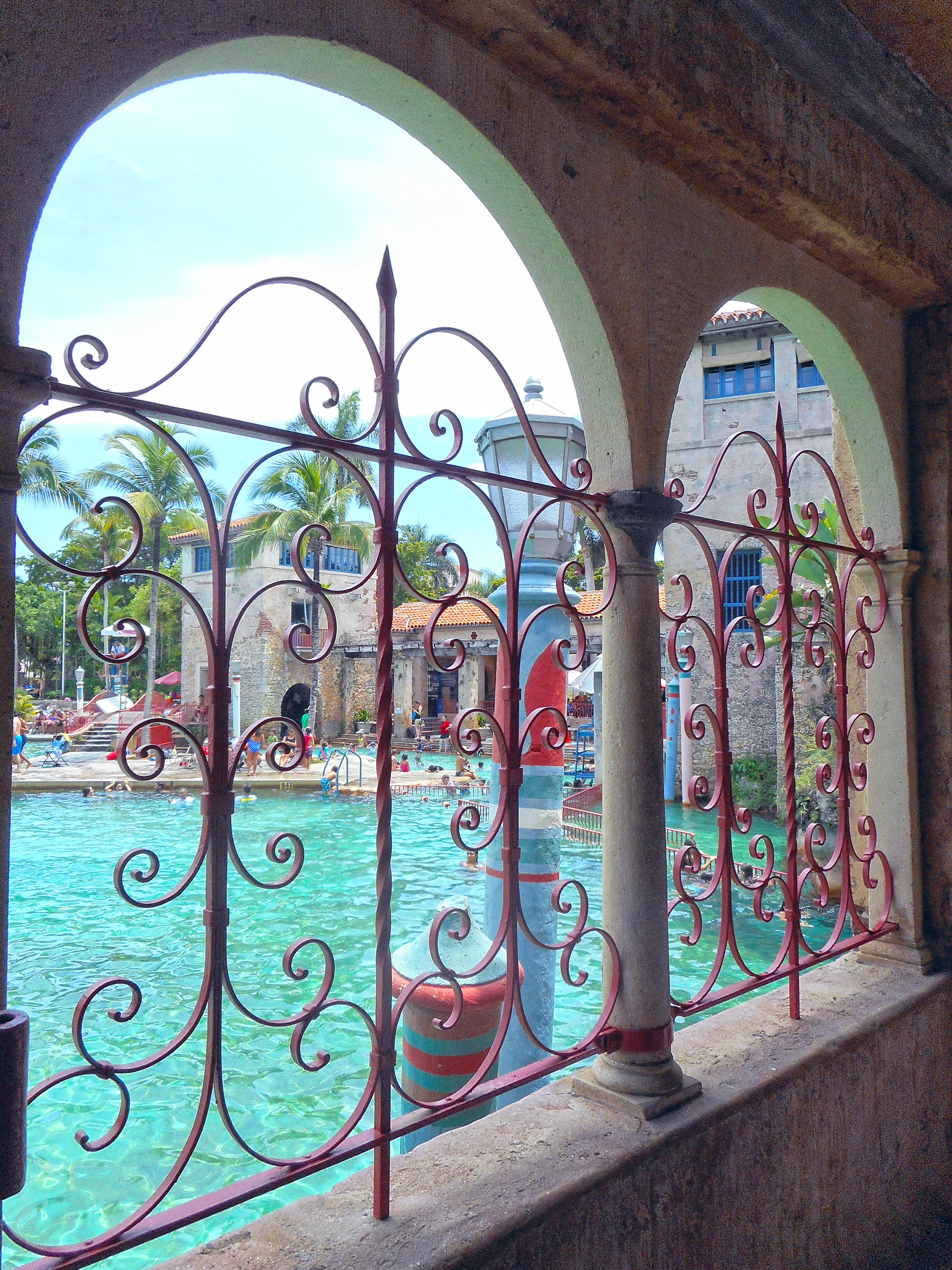
La piscina desde edificio de entrada
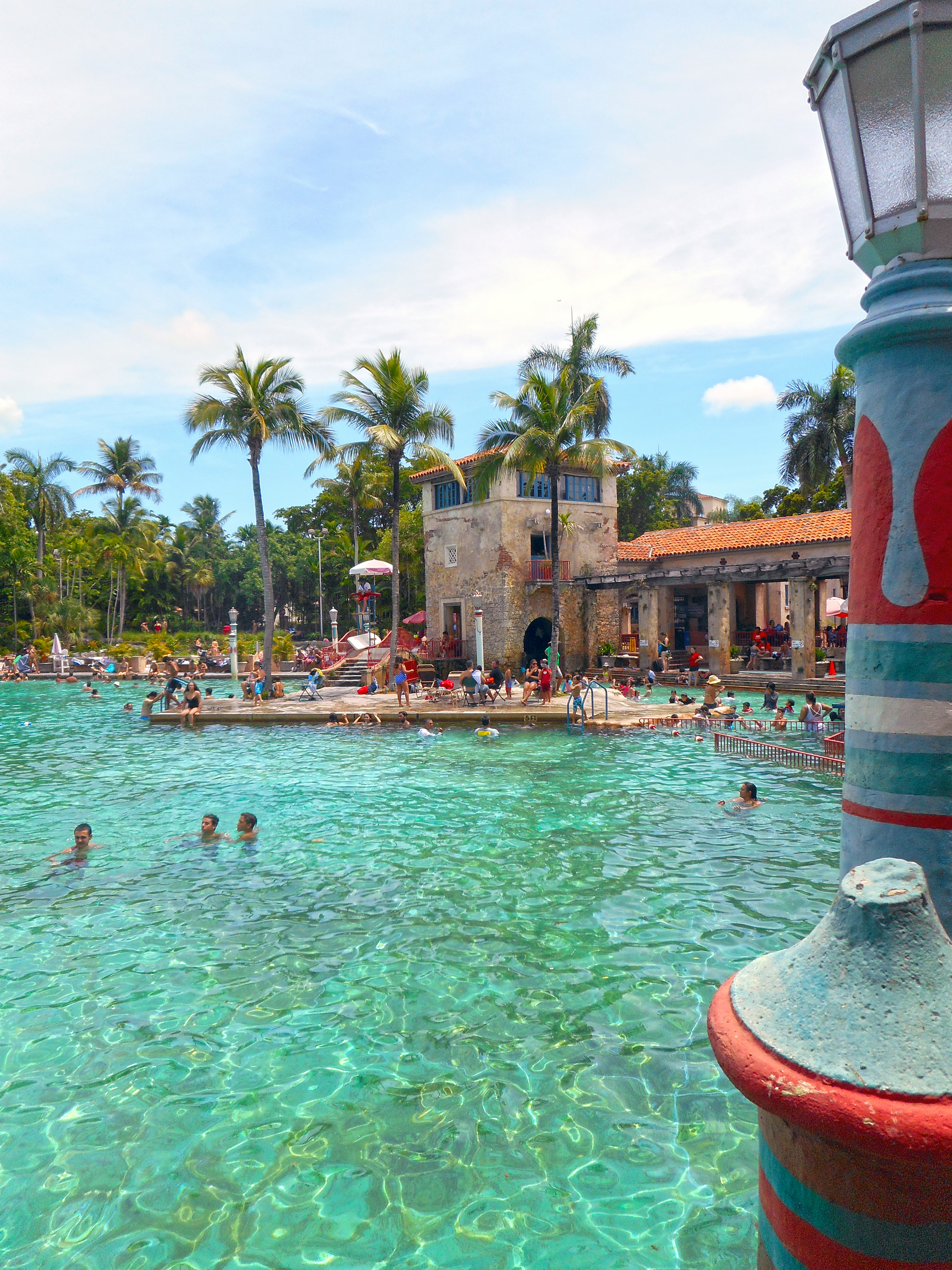
Postes de amarre, isla y edificio principal
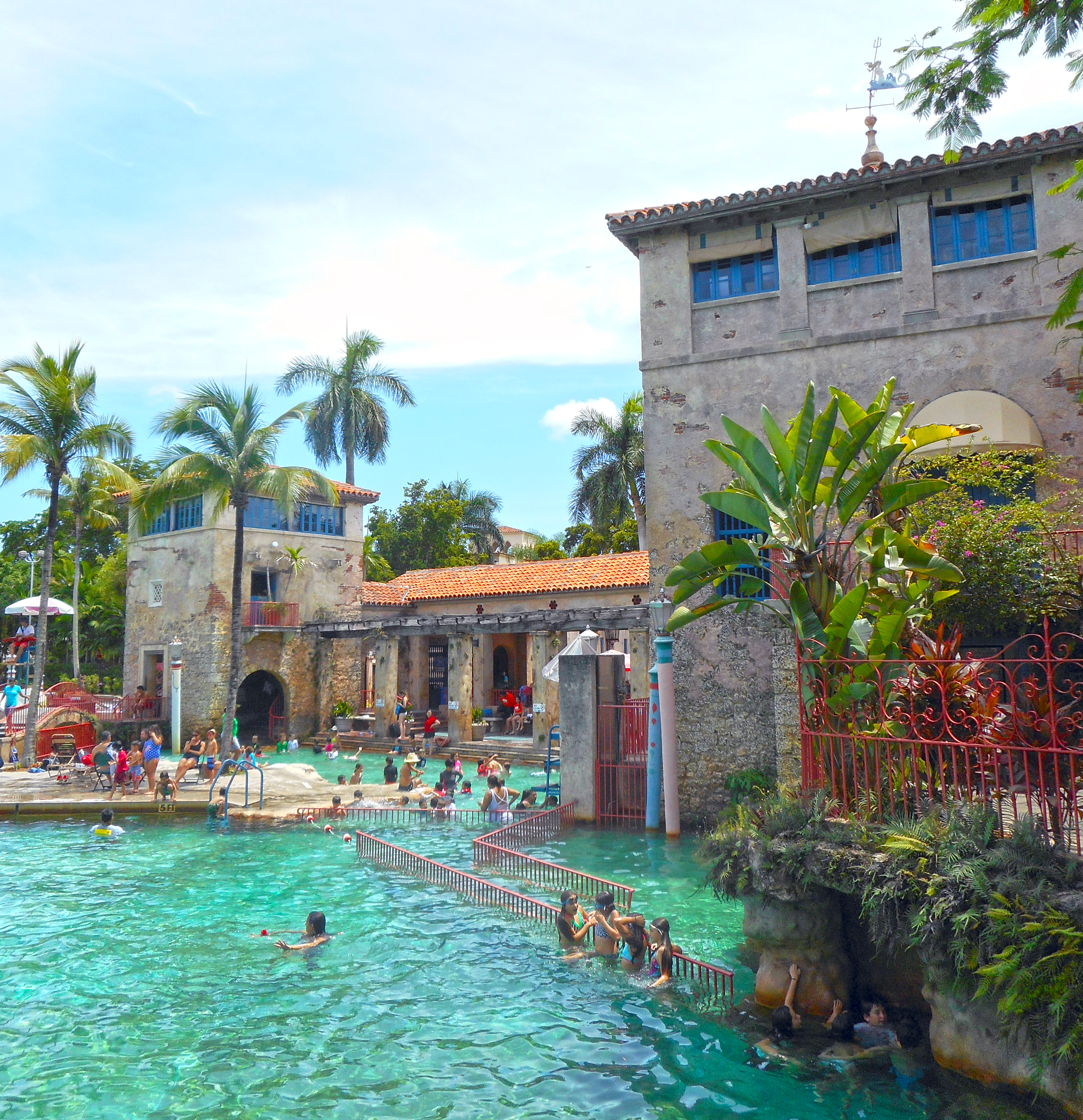
Edificio principal
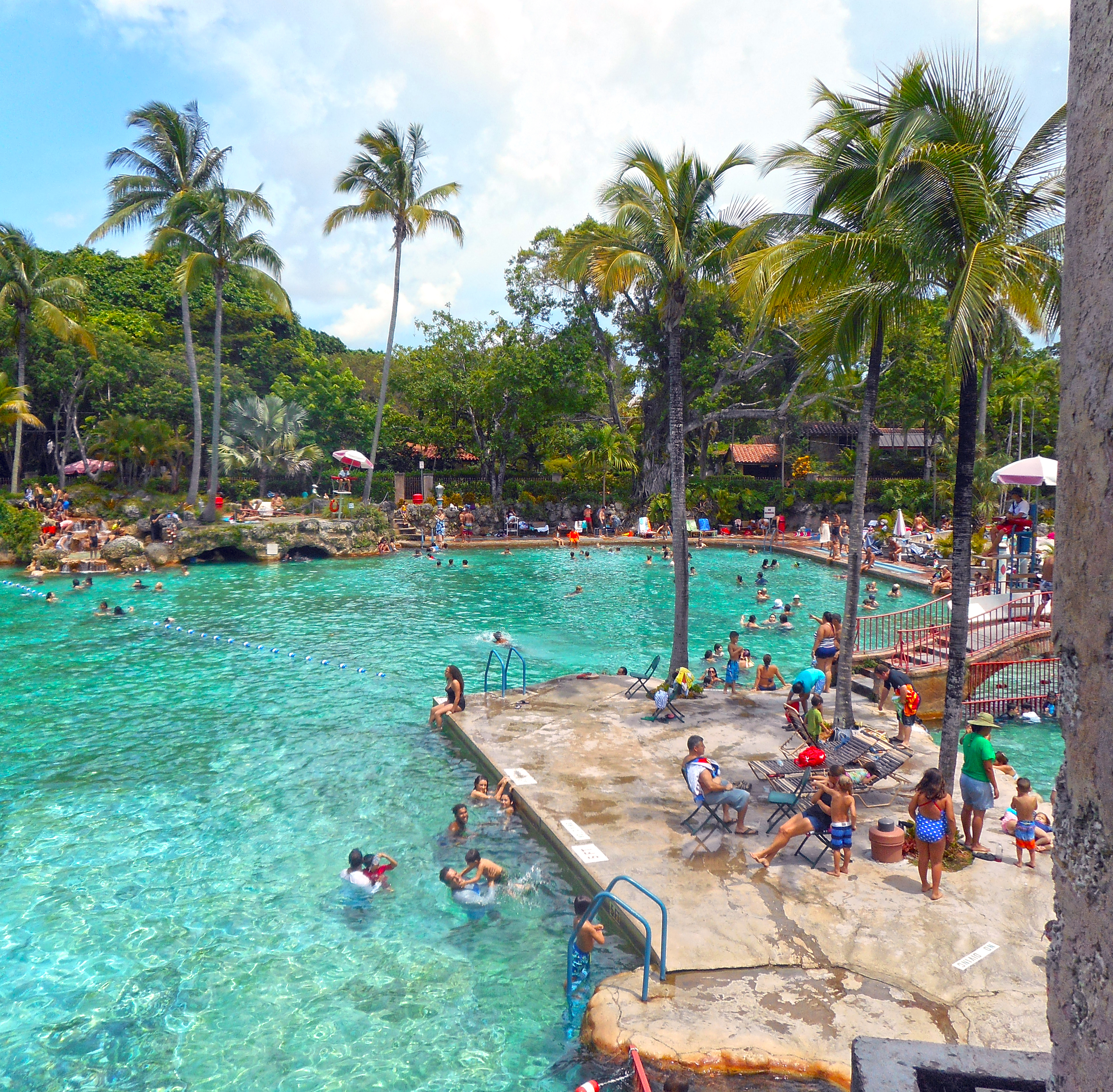
Isla y puente
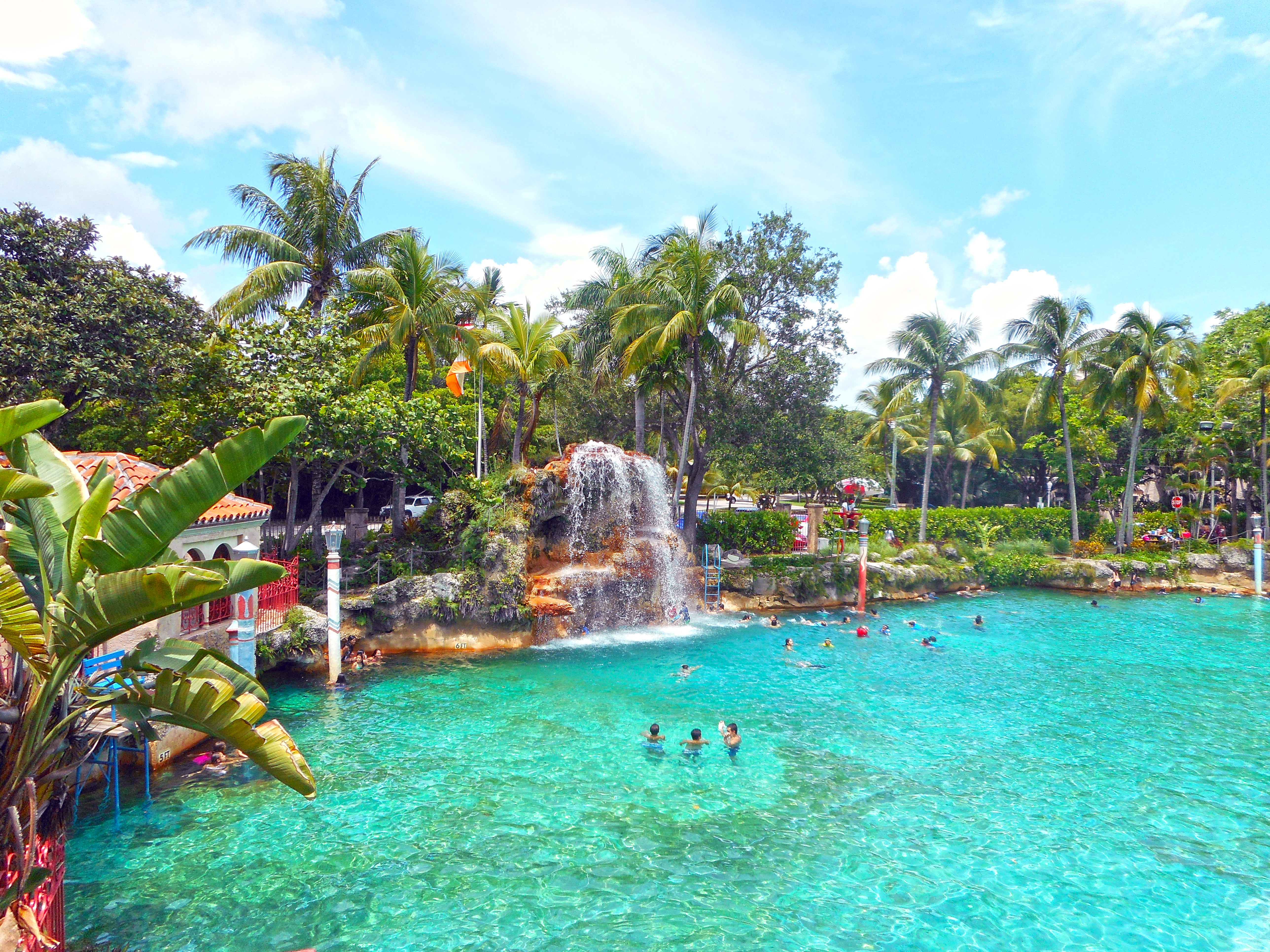
Vista general de la piscina y cascada
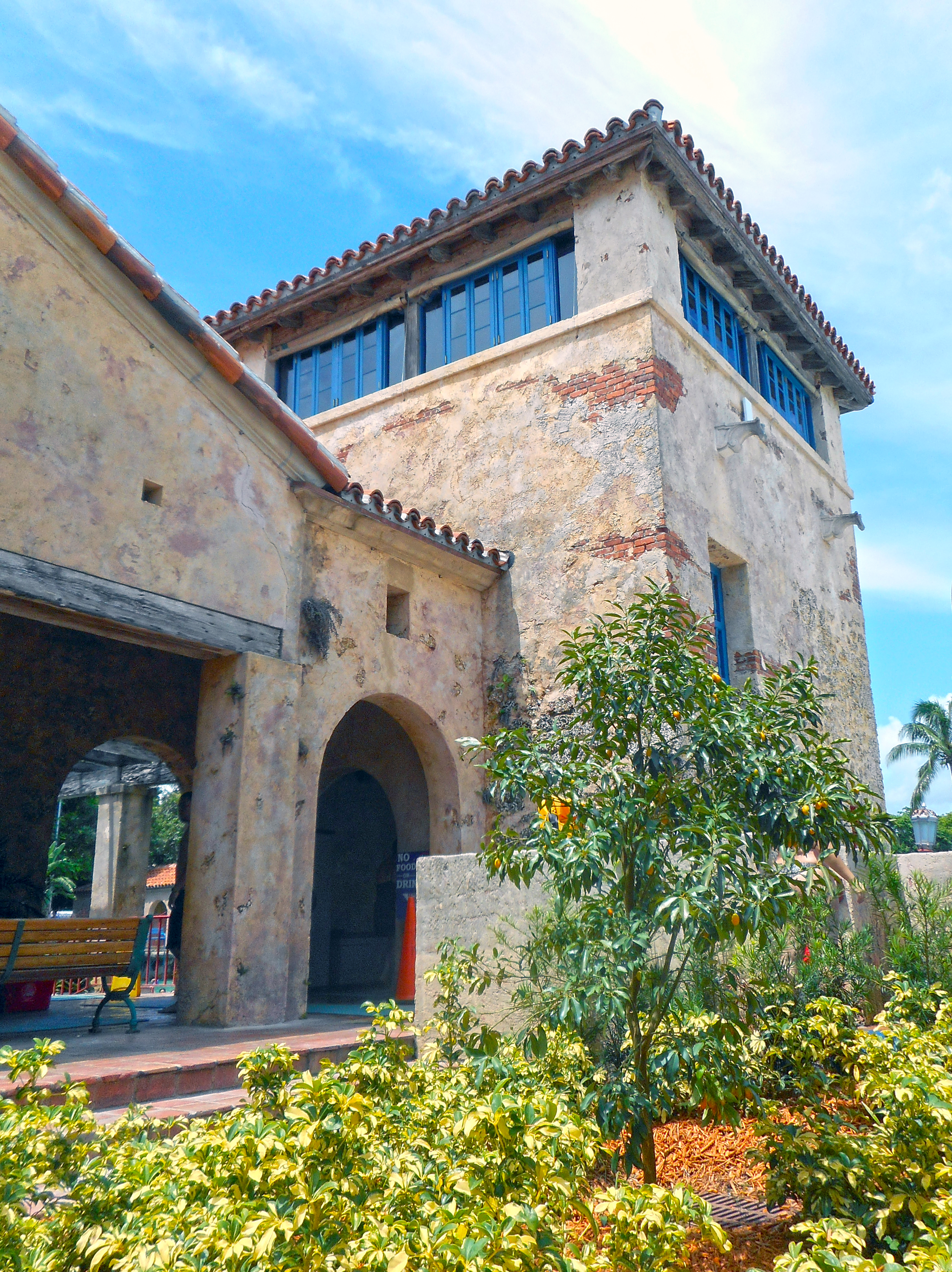
Edificio principal y verdor
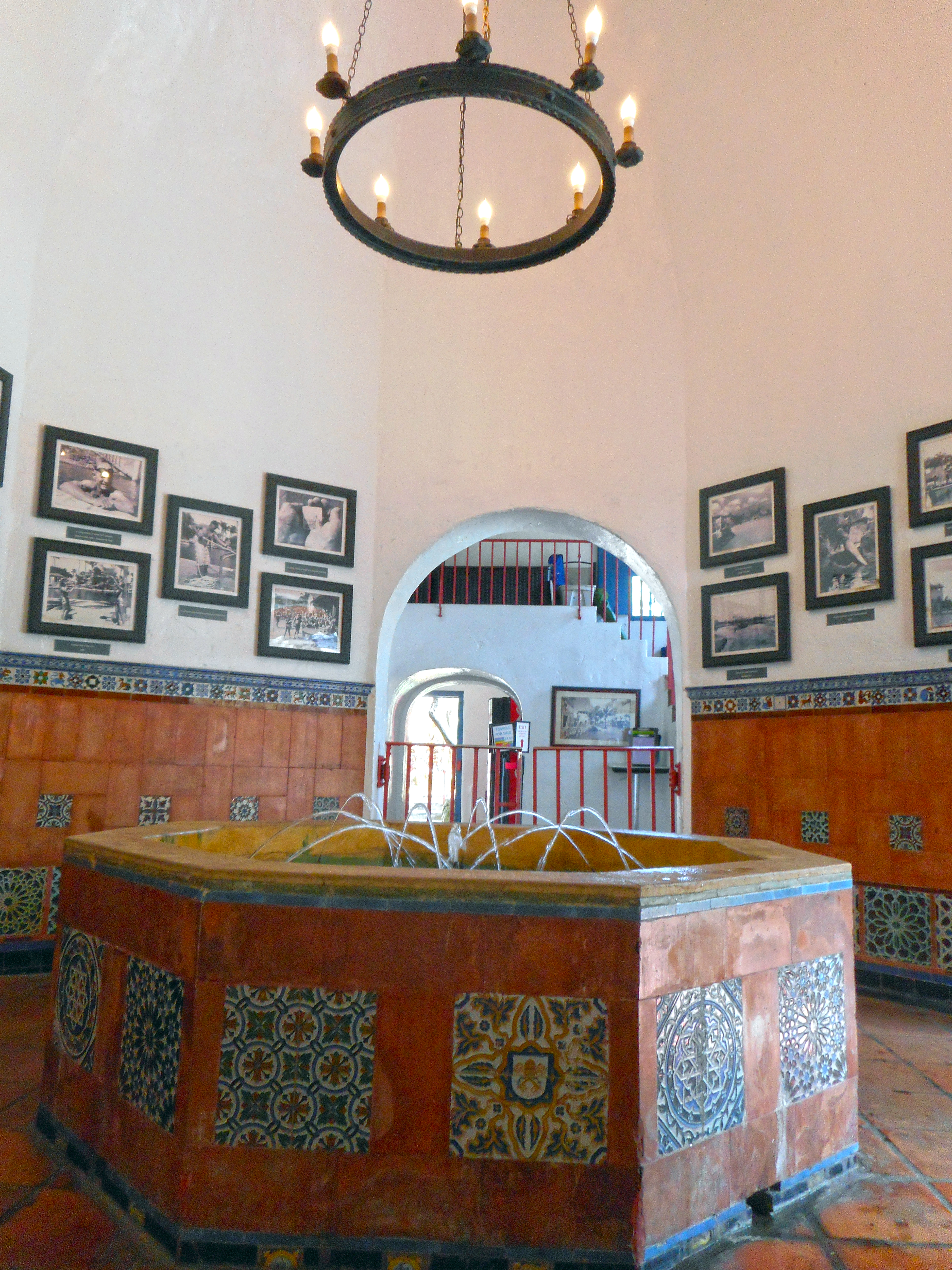
Fuente y lámpara colgante
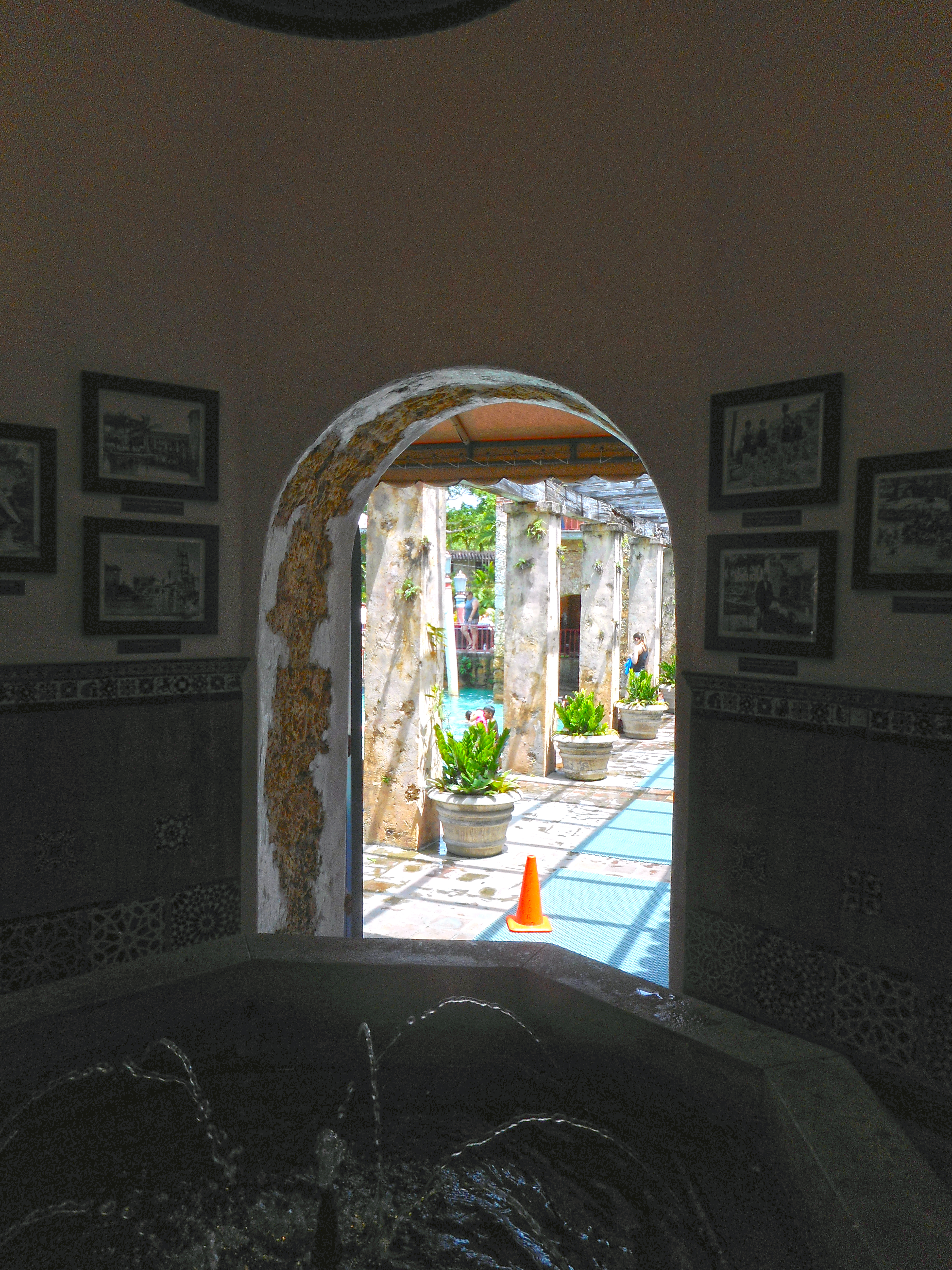
Fuente en el edificio principal
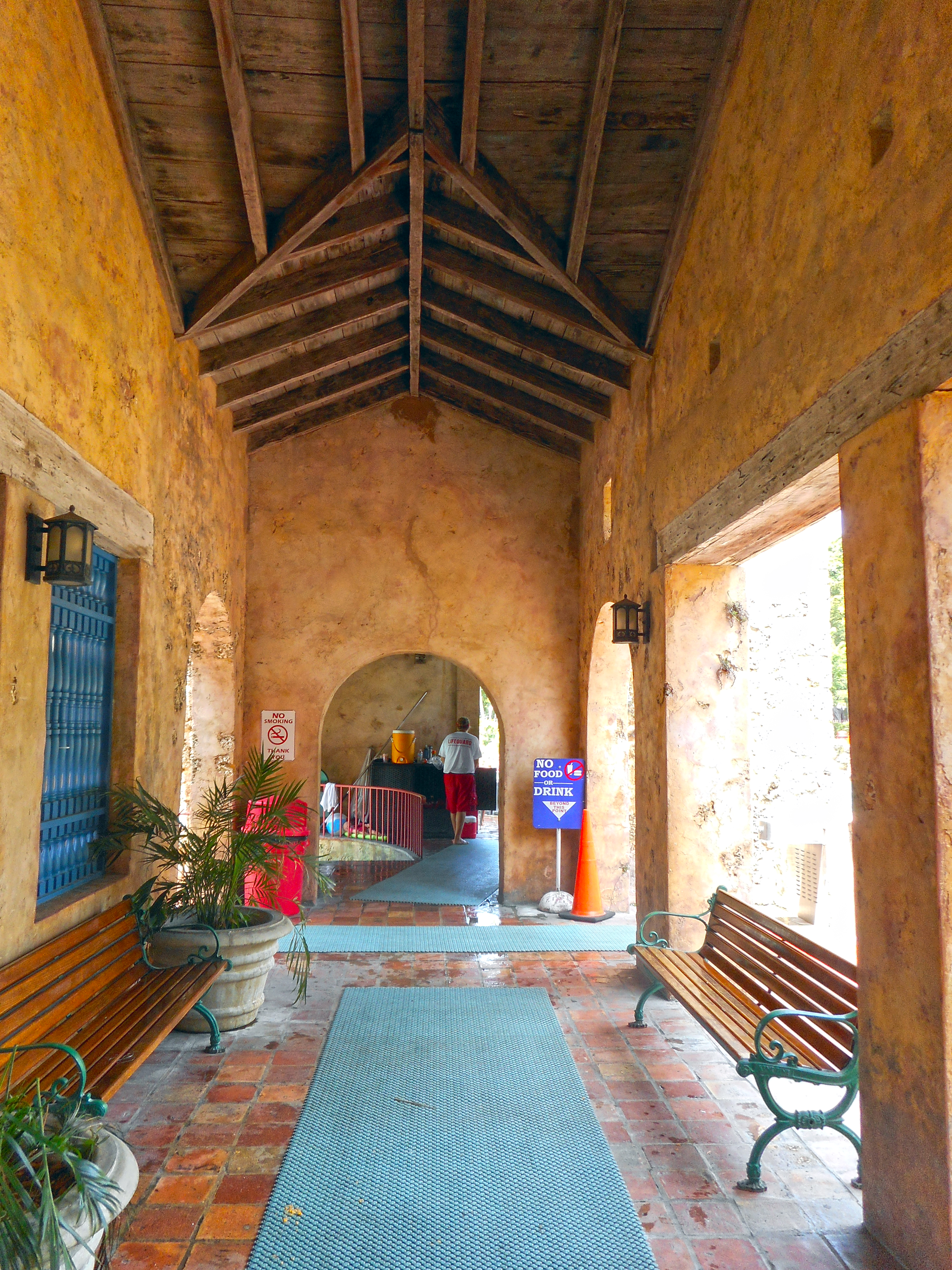
Galería interior
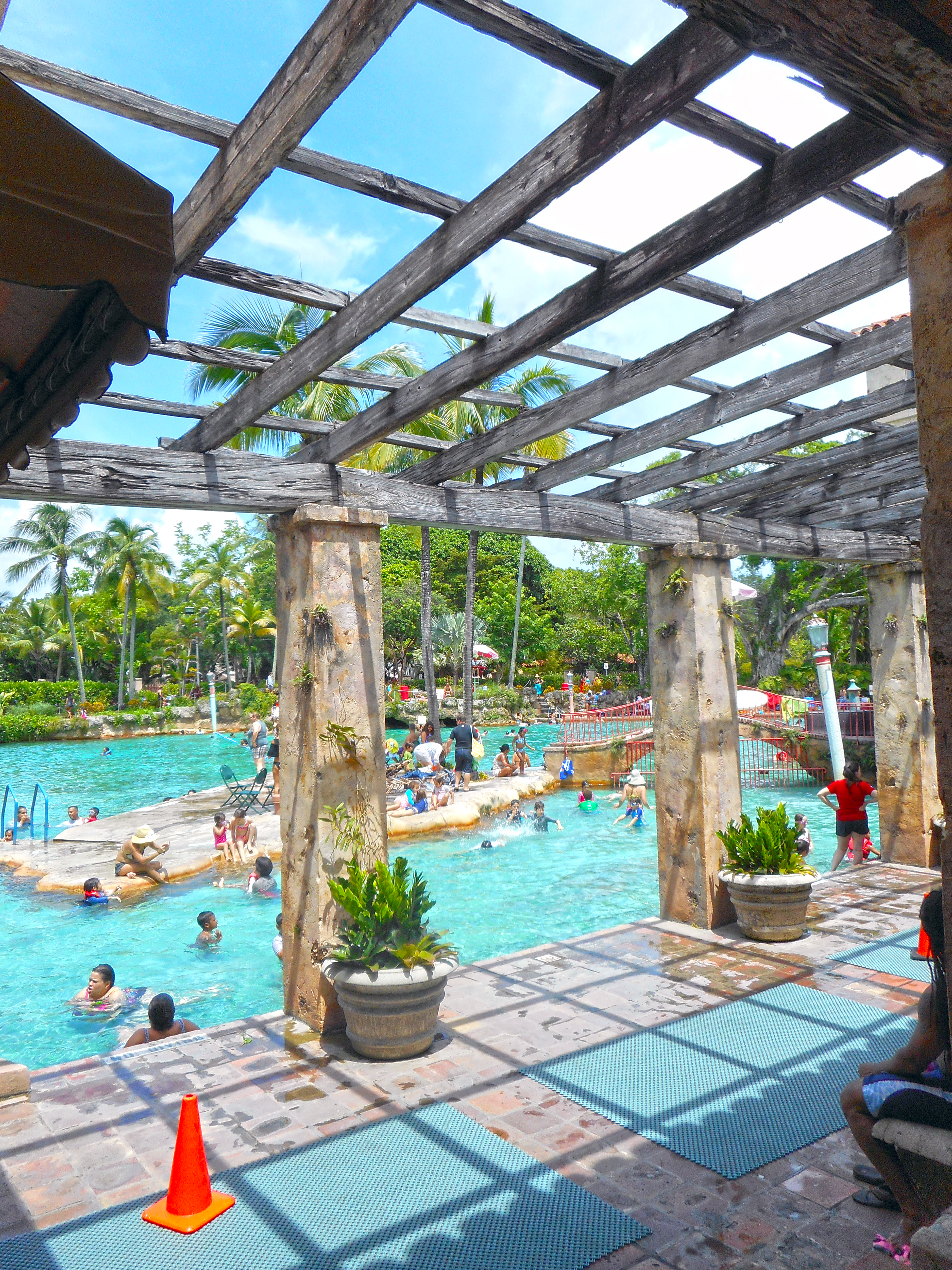
Galería enrejada
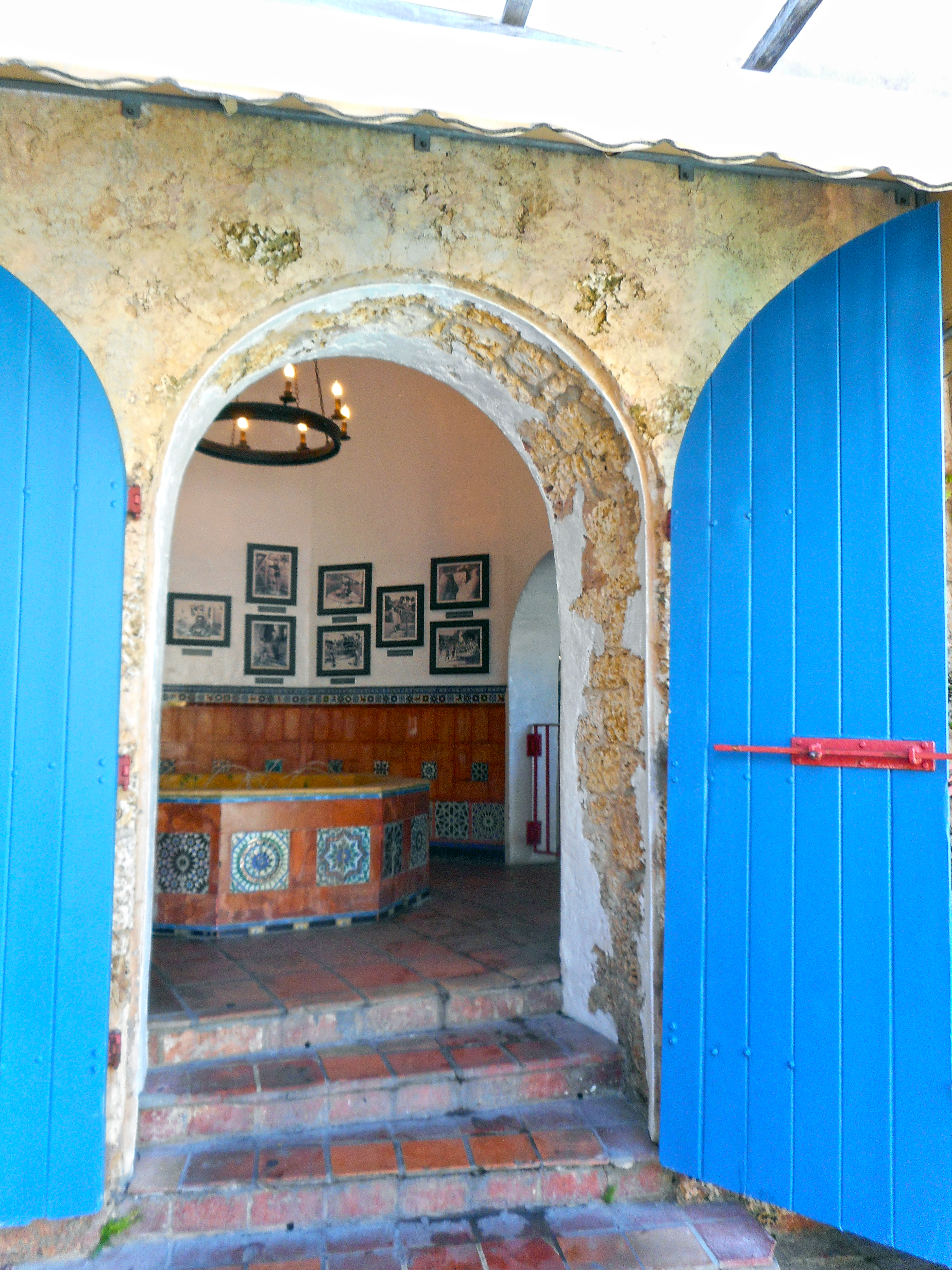
Puerta y fuente en el edificio principal
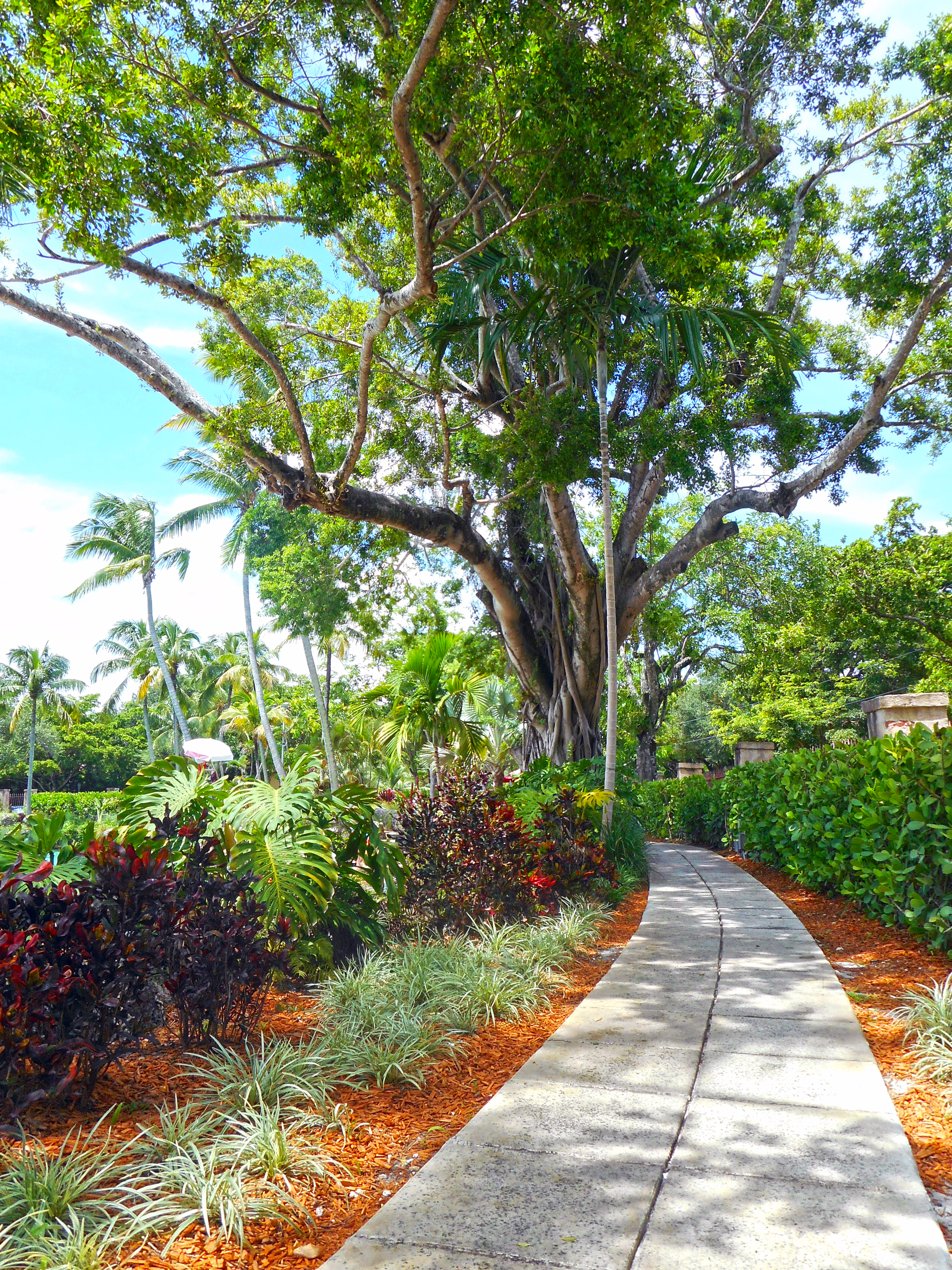
Sendero ajardinado alrededor de la piscina
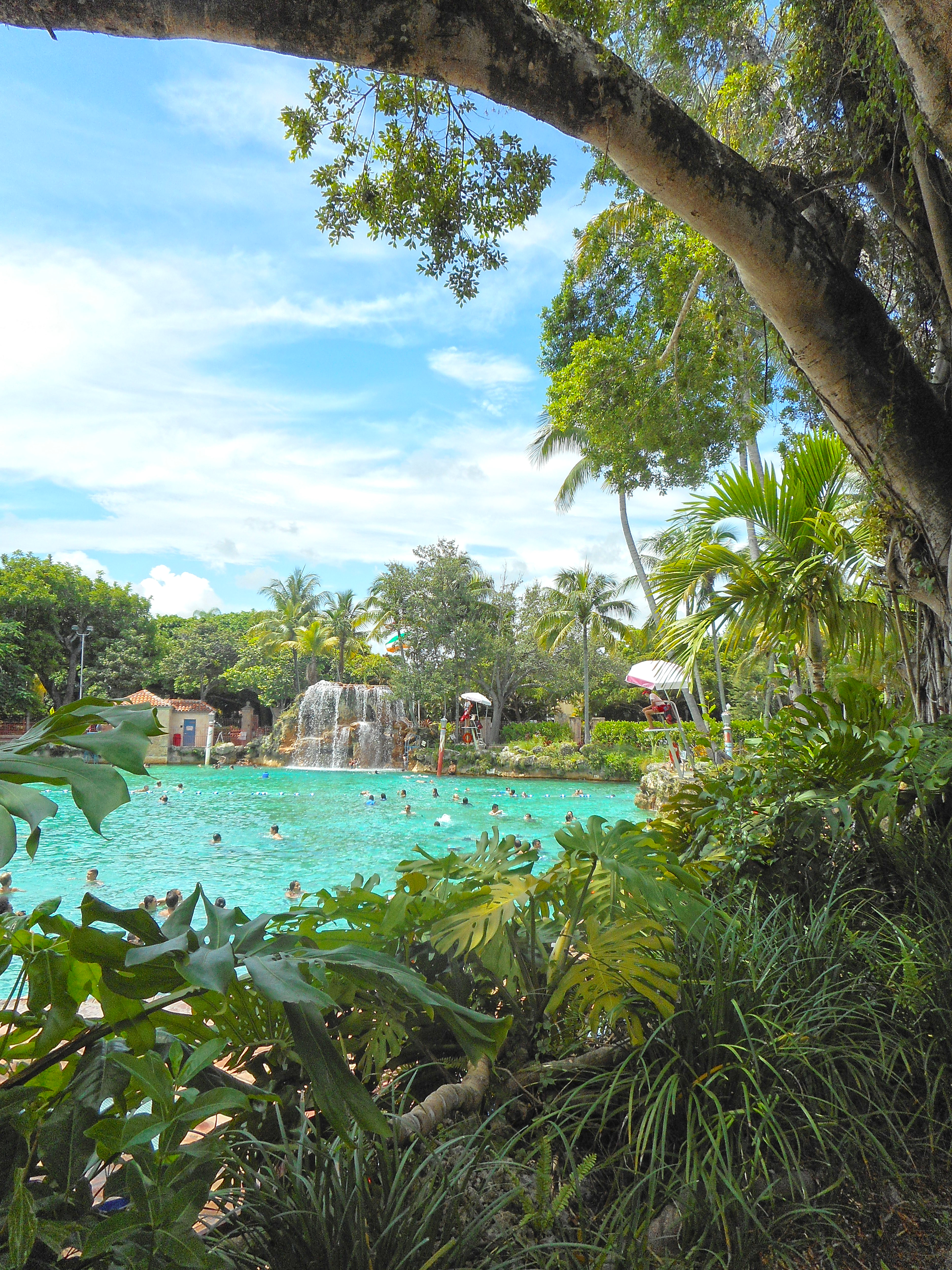
Arbustos y árboles
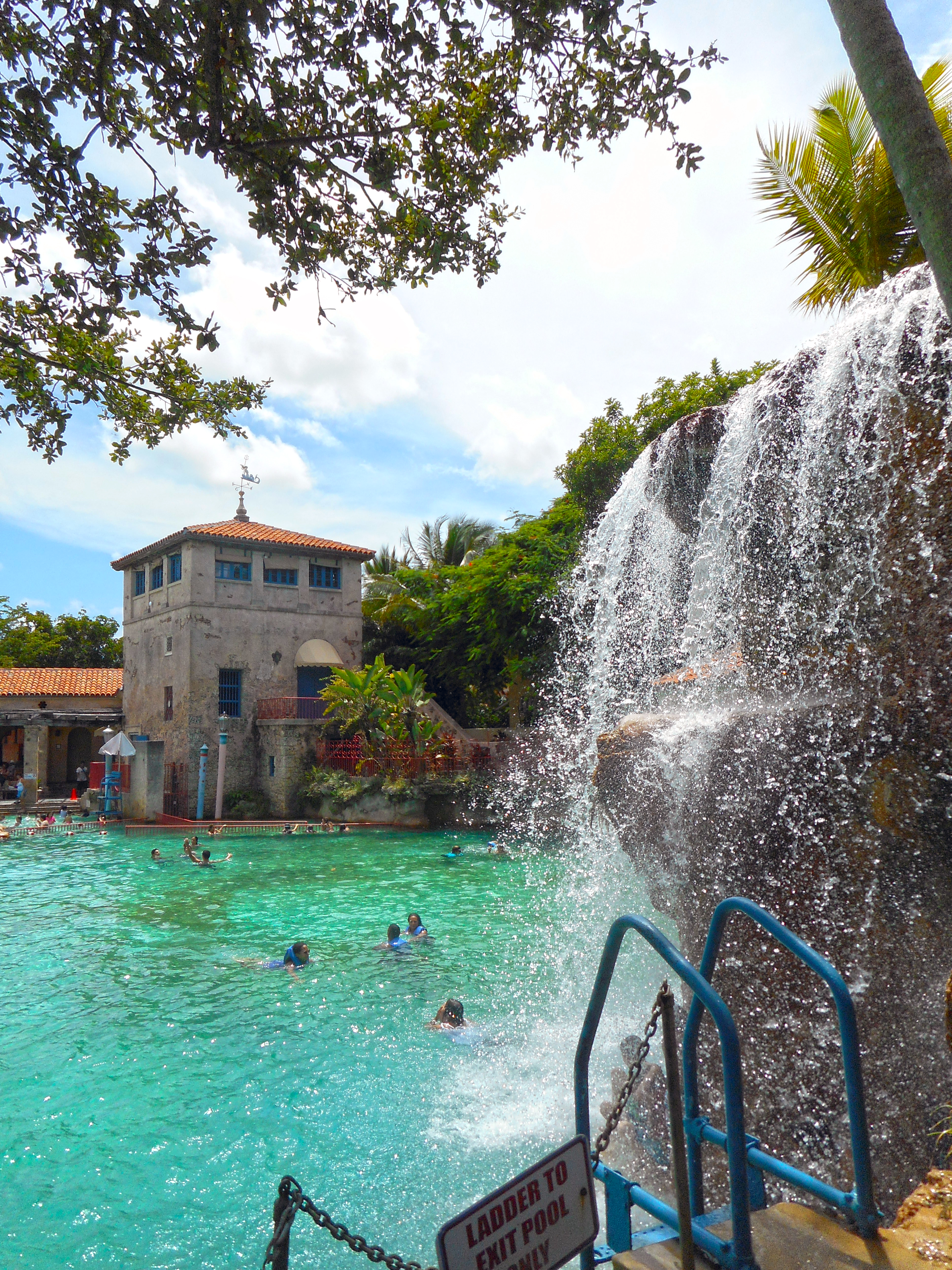
Cascada
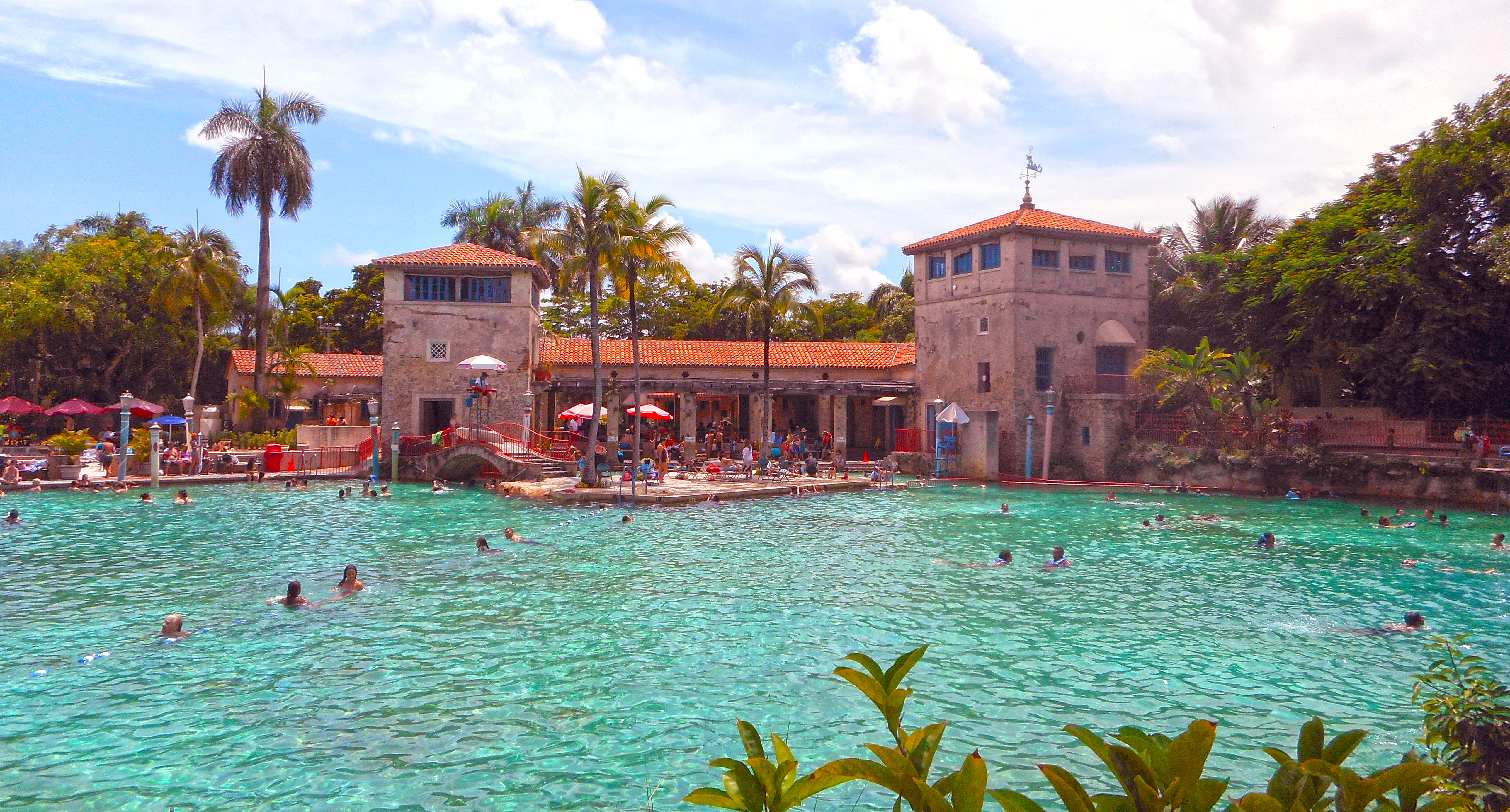
Vista general